# Columbiana (Alabama)
Columbiana is een plaats (city) in de Amerikaanse staat Alabama, en valt bestuurlijk gezien onder Shelby County.

## Demografie
Bij de volkstelling in 2000 werd het aantal inwoners vastgesteld op 3316.
In 2006 is het aantal inwoners door het United States Census Bureau geschat op 3746, een stijging van 430 (13,0%).

## Geografie
Volgens het United States Census Bureau beslaat de plaats een oppervlakte van
39,4 km², waarvan 39,3 km² land en 0,1 km² water. Columbiana ligt op ongeveer 141 m boven zeeniveau.

## Plaatsen in de nabije omgeving
De onderstaande figuur toont de plaatsen in een straal van 24 km rond Columbiana.